# Smittina scrupea
Smittina scrupea är en mossdjursart som beskrevs av Hayward och Taylor 1984. Smittina scrupea ingår i släktet Smittina och familjen Smittinidae. Inga underarter finns listade i Catalogue of Life.